# Buccinaria urania
Buccinaria urania é uma espécie de gastrópode do gênero Buccinaria, pertencente a família Raphitomidae.